# Canton de Condom
Le canton de Condom est une ancienne division administrative française située dans le département du Gers et la région Occitanie.
Après le redécoupage cantonal de 2014, Condom est devenu le bureau centralisateur du nouveau canton de Baïse-Armagnac.

## Géographie
Ce canton était organisé autour de Condom dans l'arrondissement de Condom. Son altitude variait de 62 m (Condom) à 222 m (Blaziert) pour une altitude moyenne de 128 m.

## Composition
Le canton de Condom regroupait treize communes et comptait 10 332 habitants (population municipale) au 1er janvier 2012.
| Communes                 | Population (2012) | Code postal | Code Insee |
| ------------------------ | ----------------- | ----------- | ---------- |
| Beaumont                 | 112               | 32100       | 32037      |
| Béraut                   | 319               | 32100       | 32044      |
| Blaziert                 | 124               | 32100       | 32057      |
| Cassaigne                | 186               | 32100       | 32075      |
| Castelnau-sur-l'Auvignon | 161               | 32100       | 32080      |
| Caussens                 | 549               | 32100       | 32095      |
| Condom                   | 7 251             | 32100       | 32107      |
| Gazaupouy                | 297               | 32480       | 32143      |
| Larressingle             | 200               | 32100       | 32194      |
| Ligardes                 | 250               | 32480       | 32212      |
| Mansencôme               | 73                | 32310       | 32230      |
| Mouchan                  | 365               | 32330       | 32292      |
| La Romieu                | 532               | 32480       | 32345      |

## Représentation

### Conseillers généraux de 1833 à 2015
| Période         | Période          | Identité                               | Étiquette           | Qualité |
| --------------- | ---------------- | -------------------------------------- | ------------------- | --- |
| 1833            | 1842             | Louis Sébastien Gavarret               | Gauche dynastique   | Avocat à Condom Député (1831-1833 et 1848-1851) |
| 1842            | 1849             | Mathias Saint-Étienne                  |                     | Président du Tribunal civil de Condom |
| 1849            | 1852             | Alexandre Patras de Campaigno          | Conservateur        | Ancien officier, ancien garde du corps du Roi Propriétaire à Condom |
| 1852            | 1880             | Marius-Baptiste de Péraldi (1806-1889) | Droite Bonapartiste | Avocat, ancien sous-préfet Président du Conseil général (1871-1880) Propriétaire, maire de Condom |
| 1880            | 1881 (démission) | Lucien Lamarque                        | Républicain         | Maire de Béraut Nommé Sous-Préfet en 1881 |
| 1881            | 1884 (démission) | Adrien Larroche                        |                     | Maire de Mansencôme |
| 1884            | 1886             | Henri Thore                            | Républicain         | Ancien avoué, ancien magistrat Propriétaire à Condom |
| 1886            | 1892             | Marcel Boué                            | Républicain         | Notaire à Condom, conseiller d'arrondissement |
| 1892            | 1906 (démission) | Alexandre Laterrade                    | Rad.                | Ingénieur - Sénateur (1897-1906) Maire de Condom (1892-1894 et 1896-1901) |
| 1906            | 1914 (démission) | Louis Laffargue                        | Rad.                | Conseiller d'arrondissement, juge suppléant à Lectoure |
| 1914            | 1940             | Étienne Naples                         | Rad.                | Avocat Maire de Condom (1908-1929 et 1935-1940), conseiller d'arrondissement Député (1924-1928) |
|                 |                  |                                        |                     | |
| 1943            | 1945             | Étienne Jeanneau                       |                     | Négociant Maire de Condom (1940-1944) Membre de la Commission administrative départementale (1940-1943) Nommé conseiller départemental en 1943 |
|                 |                  |                                        |                     | |
| 1945            | 1951             | Étienne Naples                         | Rad.                | Avocat Maire de Condom (1908-1929 et 1935-1940) Député (1924-1928) |
| 1951            | 1964             | Léonce Lestage                         | Rad.                | Maire de Condom (1945-1964) |
| 1964            | 1976             | Eugène Tandonnet                       | Rad. puis MRG       | Avoué au Tribunal de Grande Instance d'Auch Conseiller municipal de Condom Suppléant du député Pierre de Montesquiou (1967-1968) |
| 1976            | 1982             | Abel Abeillé                           | PS                  | Ancien résistant, maire de Condom (1964-1983) |
| 1982            | 1988             | Jean Dubos (1927-2016)                 | RPR                 | Maire de Condom (1983-1989) |
| 1988            | 1994             | Roland Gabory                          | app. PS             | Propriétaire à Beaumont |
| 1994            | 2001             | Jean Dubos                             | RPR                 | Maire de Condom (1983-1989) |
| 2001            | 2002 (démission) | Gérard Dubrac                          | DL                  | Pharmacien Député (2002-2007) Maire de Condom (1995-2008) |
| 20 octobre 2002 | 2015             | Gisèle Biémouret                       | PS                  | Assistante parlementaire Suppléante du député Yvon Montané (1997-2002) Députée (2007-2022) Ancienne conseillère municipale de Mas-d'Auvignon Ancienne conseillère municipale de Condom Vice-présidente du Conseil général Élue en 2015 dans le Canton de Baïse-Armagnac |

### Conseillers d'arrondissement (de 1833 à 1940)
Le canton de Condom avait deux conseillers d'arrondissement.
| Période                                  | Période      | Identité                        | Étiquette                | Qualité |
| ---------------------------------------- | ------------ | ------------------------------- | ------------------------ | --- |
| 1833                                     | 1836         | M. Labadie                      |                          | Greffier au Tribunal civil de Condom                                                                        |
| 1833                                     | 1836         | Antoine Nicolas Félix Lebbé     |                          | Avoué, avocat, propriétaire à Condom                                                                        |
| 1836                                     | 1848         |                                 |                          | |
| 1836                                     | 1842         | M. de Peyrecave de Lamarque     |                          | Propriétaire à Condom                                                                                       |
|                                          |              |                                 |                          | |
| 1845                                     | 1848         | Antoine Nicolas Félix Lebbé     |                          | Avocat à Condom                                                                                             |
|                                          |              |                                 |                          | |
| 1877                                     | 1882         | Jean François Alexandre Lamothe | Républicain              | Notaire à Condom                                                                                            |
| 1877                                     | 1886         | Marcel Boué                     | Républicain              | Notaire à Condom                                                                                            |
| 1886                                     | 1889         | Frédéric Boué                   | Républicain              | Avocat, adjoint au maire de Condom                                                                          |
| 1889                                     | 1894 (décès) | Louis Laffargue                 | Républicain puis Radical | Juge suppléant à Lectoure                                                                                   |
| 1889                                     | 1895         | Léopold Chanson                 | Républicain              | Maire de Condom                                                                                             |
| 1895                                     | 1897 (décès) | Jean-Louis-Napoléon Delas       | Républicain              | Vétérinaire, maire de Caussens                                                                              |
| 1895                                     | 1901         | Léopold Chanson                 | Républicain              | Négociant à Condom                                                                                          |
| 1897                                     | 1907         | M. Dabézies                     | Radical                  | Négociant, adjoint au maire de Condom                                                                       |
| 1901                                     |              | Benjamin Bordeneuve             | Radical                  | Maire de Mouchan                                                                                            |
| 1907                                     | 1914         | Étienne Naples                  | Rad.                     | Avocat, maire de Condom (1908-1929)                                                                         |
|                                          |              |                                 |                          | |
|                                          |              | M. Dujardin                     | Rad.                     | |
| 1914                                     |              | Paul-Adrien Philip              | Rad.                     | Cordonnier, maire de Cassaigne                                                                              |
| 1925                                     |              | Joseph-Léonce Lestage           | Rad.                     | Président de la Société athlétique, Condom                                                                  |
|                                          | 1940         | M. Castéra                      | Rad.                     | |
|                                          | 1940         | M. Lafitte                      | SFIO                     | |
| 1940                                     |              |                                 |                          | Les conseils d'arrondissement ont été suspendus par la loi du 12 octobre 1940 et n'ont jamais été réactivés |
| Les données manquantes sont à compléter. |              |                                 |                          | |

## Démographie
| 1962   | 1968   | 1975   | 1982   | 1990   | 1999   | 2006   | 2011   | 2012   |
| ------ | ------ | ------ | ------ | ------ | ------ | ------ | ------ | ------ |
| 10 749 | 10 879 | 10 945 | 10 674 | 10 838 | 10 419 | 10 461 | 10 327 | 10 332 |